# Магула
Магула (рум. Magula) — село у повіті Прахова в Румунії. Входить до складу комуни Томшань.
Село розташоване на відстані 57 км на північ від Бухареста, 21 км на схід від Плоєшті, 146 км на захід від Галаца, 96 км на південний схід від Брашова.

## Населення
За даними перепису населення 2002 року у селі проживали 2145 осіб. Усі жителі села рідною мовою назвали румунську.
Національний склад населення села:
| Національність | Кількість осіб | Відсоток |
| -------------- | -------------- | -------- |
| румуни         | 2127           | 99,2%    |
| цигани         | 18             | 0,8%     |